# Marion Sénones
Marion Sénones, pseudonimo di Marcelle Borne-Kreutzberger (Neuilly-sur-Seine, 8 giugno 1886 – Rabat, 3 ottobre 1977), è stata una pittrice, illustratrice, giornalista ed esploratrice francese.

## Biografia
Marcelle Borne-Kreutzberger crebbe in un ambiente ricco, circondata dalle sue due sorelle e da un fratello. Suo padre, ufficiale di riserva e impiegato statale, morì poco dopo la sua nascita a causa di un incidente a cavallo. Sua madre si risposò con il capitano Kreutzberger e la coppia si trasferì a Rennes. Appassionata di disegno e pittura, grazie alla madre che la incoraggiò nelle sue predisposizioni artistiche, si iscrisse nel 1903 alla scuola regionale di Belle Arti di Rennes dove ottiene un primo premio. Sua madre era una musicista, ospitava balli e concerti e, con la figlia Anne, fondò una compagnia teatrale, "La pie qui huche". Poco prima della prima guerra mondiale, si innamorò di Marie-Louise Anglada, una ricca pediatra di vent'anni più anziana con la quale visse per alcuni anni. Marcelle Borne-Kreutzberger, membro del comitato dell'Union des femmes de France (società affiliata alla Croce Rossa francese), conseguì il diploma di infermiera.
Sotto lo pseudonimo di Marion Sénones, dal 1917 al 1920 fu giornalista presso L'Europe nouvelle, diretta da Louise Weiss, poi dal 1920 al 1926, fu redattrice presso le Éditions Nilson. Dal 1926 al 1929 fu modellista alla Roche, poi tornò al suo primo amore lavorando al quotidiano Ève fino al 1933. Nei locali del giornale, nel 1931 incontrò Odette du Puigaudeau, un'etnologa francese di cui si innamorò.

Nel 1933 partirono per la Mauritania per scrivere i loro primi articoli e vi rimasero per un anno, percorrendo 4500 chilometri attraverso il paese appena pacificato. Il 29 novembre L'Ouest-Éclair raccontò nelle sue colonne il loro viaggio: 
()
Questo fu l'inizio del loro viaggio, raccontato in particolare in Pieds nus travers la Mauritanie, e della loro collaborazione artistica e scientifica, dal momento che Marion Sénones avrebbe illustrato e partecipato a vari lavori con Odette du Puigaudeau.
Dal 1936 al 1938 viaggiò nel Sahara occidentale, esperienza che infuse in quattro opere diverse con Odette du Puigaudeau: Le Sel du désert nel 1940, La Route de l'Ouest nel 1946, Mon ami Rachid, guépard nel 1948 e Tagant nel 1949.
Marion Sénones morì a Rabat il 3 ottobre 1977.

## Pubblicazioni
- Odette du Puigaudeau, con 31 disegni nel testo di Marion Sénones, 22 illustrazioni fuori testo e sette mappe, La piste Maroc-Sénégal, Plon, 1954.
- Odette du Puigaudeau, illustrata con 30 bozzetti stradali di Marion Sénones, 46 fotografie dell'autore e 2 mappe, copertina di Chas Boré, La route de l'Ouest (Maroc-Mauritanie, Éditions J. Susse, 1945.
- Odette du Puigaudeau, illustrata con 25 bozzetti stradali di Marion Sénones, 24 fotografie dell'autore e 3 mappe. Tagant (Mauritania), Julliard, 1949.
- Odette du Puigaudeau, Marion Sénones, "   «Gravures rupestres du Hank (Sahara Marocain)», Bulletin de la Société préhistorique de France, vol. 36, n ° 11, 1939, pagg. 437-453.
- Odette du Puigaudeau, Marion Sénones, «Le Cimetière de Bir'Umm Garn», Journal de la Société des africanistess, vol. 17, n ° 1, 1947, pagg. 51-56.
- Odette du Puigaudeau, «Gravures rupestres de la Montagne d'Icht (Sud Marocain)», Journal de la Société des africanistes, vol. 11, n ° 1, 1941, pagg. 147-156.
- Sénones, Marion, Odette du Puigaudeau, «Gravures rupestres de la Vallée moyenne du Draa (Sud Marocain)» Journal de la Société des africanistes, vol. 11, n ° 1, 1941, pagg. 157-168.
- Senones Marion, Odette du Puigaudeau, «Vestiges préislamiques de la région d'Assa», Journal de la Société des africanistes, vol. 22, n ° 1, 1952, pagg. 7-15.
- Sénones, Marion, Odette du Puigaudeau, «Peintures rupestres du Tagant (Mauritanie)», Journal de la Société des africanistes, Journal of the Society of Africanists, vol. 9, n ° 1, 1939, pagg. 43-70.